# New Woodville
New Woodville – miasto w Stanach Zjednoczonych, w stanie Oklahoma, w hrabstwie Marshall.